# بانتين

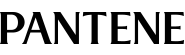
شعار بانتين

بانتين (بالإنجليزية: Pantene)‏ هي ماركة في أمريكية لمنتجات العناية بالشعر التي تملكها شركة بروكتر وغامبل. أطلقت بانتين لأول مرة في أوروبا في عام 1945 من قبل شركة هوفمان-لا روش السويسريّة، وانتشرت بسرعة في أوروبا كونها قدّمت مستحضرات للعناية الشاملة بالشعر. تم شراؤها من قبل شركة بروكتر وغامبل في عام 1985 لكي تتنافس بروكتر آند جامبل في سوق منتجات التجميل.
بانتين هي علامة تجارية لمنتجات العناية بالشعر مملوكة لشركة بروكتر وغامبل. تم تقديم خط الإنتاج لأول مرة في أوروبا في عام 1945 من قبل هوفمان-لا روش، والتي وسمت الاسم على أساس البانثينول كمكون للشامبو. تم شراؤها من قبل شركة بروكتر وغامبل في عام 1985 للمنافسة في سوق

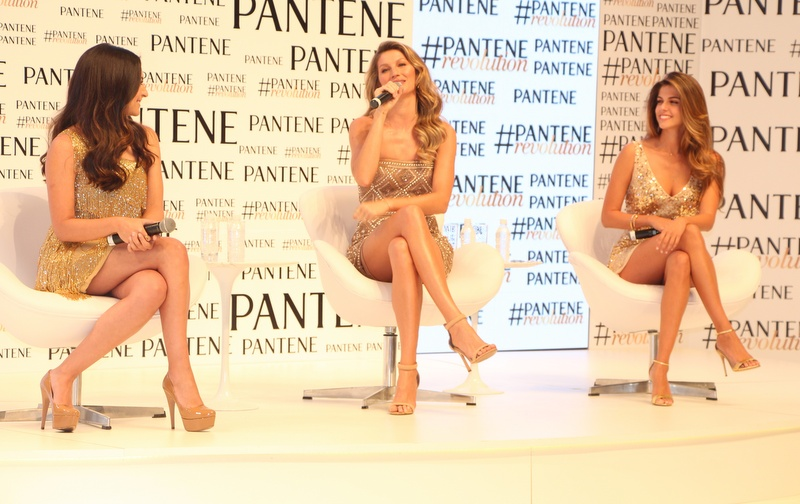
سفراء بانتين (من اليسار إلى اليمين: آنا بريندا وجيزيل بوندشين وستيفاني كايو)

«منتجات التجميل» بدلاً من المنتجات الوظيفية فقط.
أصبح المنتج الأكثر شهرة للعلامة التجارية هو تركيبة الشامبو والتكييف 2 في 1، بانتين برو- في (بانتين برو فيتامين). أصبح المنتج أكثر شهرة بسبب حملة إعلانية في عام 1989 قال فيها عارضات الأزياء، «لا تكرهني لأنني جميلة.» لنطق الخط. تم انتقاد الخط من قبل النسويات وأصبح عبارة عن ثقافة شعبية للسلوك النرجسي «المزعج».

## الحملات الإعلانية
في عام 1990، أطلقت شركة بروكتر وجامبل تايوان حملة إعلانية جديدة حول تركيبة (بانتين برو- في) الجديدة، وهي عبارة عن مزيج من تركيبة فيتامين بانتين. تم تقديم بانتين برو في لأول مرة في تايوان وبعد ذلك بعام في الولايات المتحدة وعلى مستوى العالم. أدت نتائج الأبحاث، التي تم تجميعها من الأسواق حول العالم، إلى أن تفترض شركة بروكتر آند جامبل أن الوضع الصحي قد يوفر الأساس لامتياز جديد للعناية بالشعر في جميع أنحاء العالم. وأشار البحث إلى أن: تعتقد النساء أن المعيار المثالي للشعر هو «الصحة». اعتبرت النساء أن شعرهن تالف. اعتقدت النساء أن اللمعان يشير إلى الصحة. قدمت صياغة برو-فيتامين دعما حقيقيا للمطالبات. تم تطوير الإعلان حول الوضع الصحي وتخصيصه على المستوى المحلي مع الشعار، «شعر صحي جدًا يتألق». تم تقديم منتج بانتين برو-في الجديد في عبوات أسطوانية الشكل مصممة حديثًا. شاركت أربع دول رائدة في إطلاق بانتين برو-في. نقل كل منهم قطعة مختلفة من الاستراتيجية وعناصر التنفيذ، على النحو التالي
- الولايات المتحدة: تم تطوير حملة تلفزيونية باستخدام متحدثة رسمية وإظهار التحول في شعر العارضة.
- تايوان: جعل النتيجة النهائية درامية- اللمعان (فائدة نهائية قوية جدًا في هذا الجزء من العالم).
- فرنسا: صوّرت قصة مكونات كبسولات الفيتامينات بصورة بريانكا شوبرا (بانتين الولايات المتحدة).
- المملكة المتحدة: أثبتت فعالية المنتج من خلال عرض جذر الشعر.

بحلول عام 1994، بعد إطلاقها في 55 دولة، كانت بانتين هي العلامة التجارية رقم 1 للعناية بالشعر حول العالم حيث وصلت مبيعاتها إلى أكثر من مليار دولار أمريكي. بحلول عام 1996، كانت لا تزال رائدة في 78 دولة وبحلول عام 1998، أصبحت الشامبو الرائد في 90 دولة. تم الإعلان عن بانتين على أنها معتمدة من قبل معهد فيتامين السويسري.
من يونيو 2006 إلى ديسمبر 2018، أدارت بانتين ومؤسسة صناعة الترفيه حملة أطوال بانتين الجميلة الخيرية في الولايات المتحدة، والتي سمحت للأفراد بالتبرع بالشعر للنساء اللائي فقدن شعرهن بسبب علاج السرطان.

## سفراء
- بريانكا شوبرا (بانتين الولايات المتحدة)
- سيلينا غوميز (بانتين الولايات المتحدة)
- كورنيليا أغاثا (2003-2009) (بانتين إندونيسيا)
- سيتي نورهاليزا (2006-2008) (بانتين إندونيسيا وماليزيا وسنغافورة وبروناي)
- ماريسا ناسوشن (2011-2012) (بانتين إندونيسيا)
- نيرينا الزبير (2011) (بانتين إندونيسيا)
- مرة ألبرتو (2011-2012) (بنتين إندونيسيا)
- ماريانا ريناتا (2011) (بانتين إندونيسيا)
- روسا (2011-2012) (بانتين إندونيسيا)
- جيتا جوتاوا (2012-2013) (بانتين إندونيسيا)
- دومينيك ديوز (2012-2013) (بانتين إندونيسيا)
- أنغون سيبتا ساسمي (2008-2016، 2017- الآن) (بانتين إندونيسيا)
- جينيهارا ناسوتيون (2017 - الآن) (بانتين إندونيسيا)
- تارا باسرو (2017 - الآن) (بانتين إندونيسيا)
- إيل وجيس يامادا (2017 - الآن) (بانتين إندونيسيا)
- مودي أيوندا (2018-الآن) (بانتين إندونيسيا)
- رالين شاه (2014-الآن) (بانتين إندونيسيا)
- فراح آن عبد الهادي (بانتين ماليزيا وبروناي)
- يوري جيل الفتيات (بانتين آسيا)

## روابط خارجية
- بانتين على موقع ميوزك برينز (الإنجليزية)